# Cynometra michelsonii
Cynometra michelsonii är en ärtväxtart som beskrevs av J.Leonard. Cynometra michelsonii ingår i släktet Cynometra, och familjen ärtväxter. Inga underarter finns listade i Catalogue of Life.